# جيريمي بينتون
جيريمي بينتون (14 يونيو 1995 في المملكة المتحدة - ) (بالإنجليزية: Jeremy Benton)‏ هو لاعب كريكت نيوزلندي.

## وصلات خارجية
- جيريمي بينتون على موقع إي آس بي آن كريك إنفو (الإنجليزية)